# ♀
♀ (symbol Wenus):
- ♀ – w biologii symbol płci żeńskiej
- ♀ – w chemii symbol pierwiastka miedzi
- ♀ – w mitologii rzymskiej symbol bogini Wenus
- ♀ – w mitologii greckiej symbol bogini Afrodyty
- ♀ – symbol astronomiczny planety Wenus
- ♀ – symbol damskiej toalety

Symbol Wenus w Unikodzie odpowiada sekwencji U+2640.
Zobacz też
- symbol Marsa